# Ceanothus greggii
Ceanothus greggii es una especie de arbusto perteneciente a la familia Rhamnaceae. 

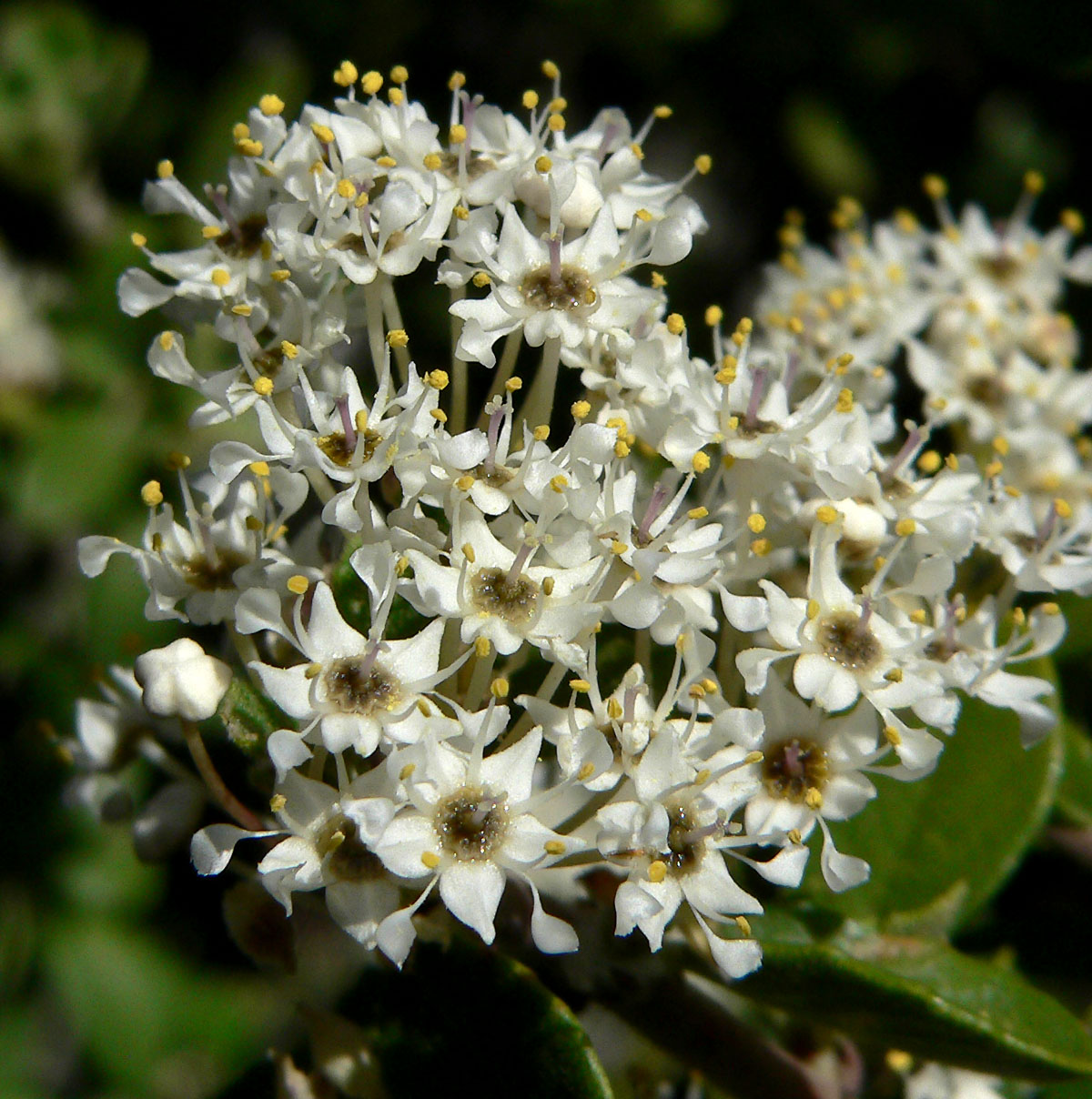
Flores

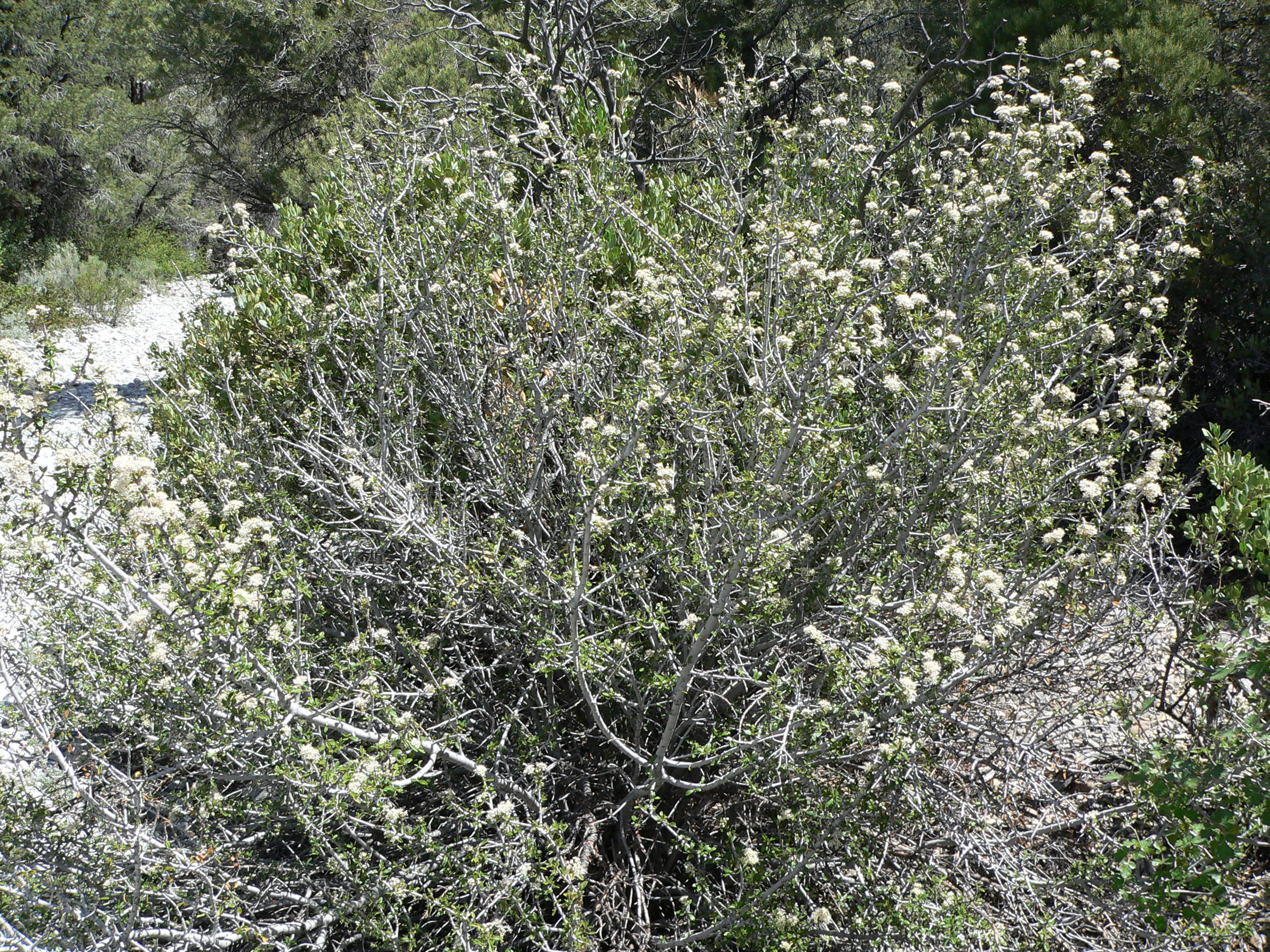
Vista de la planta

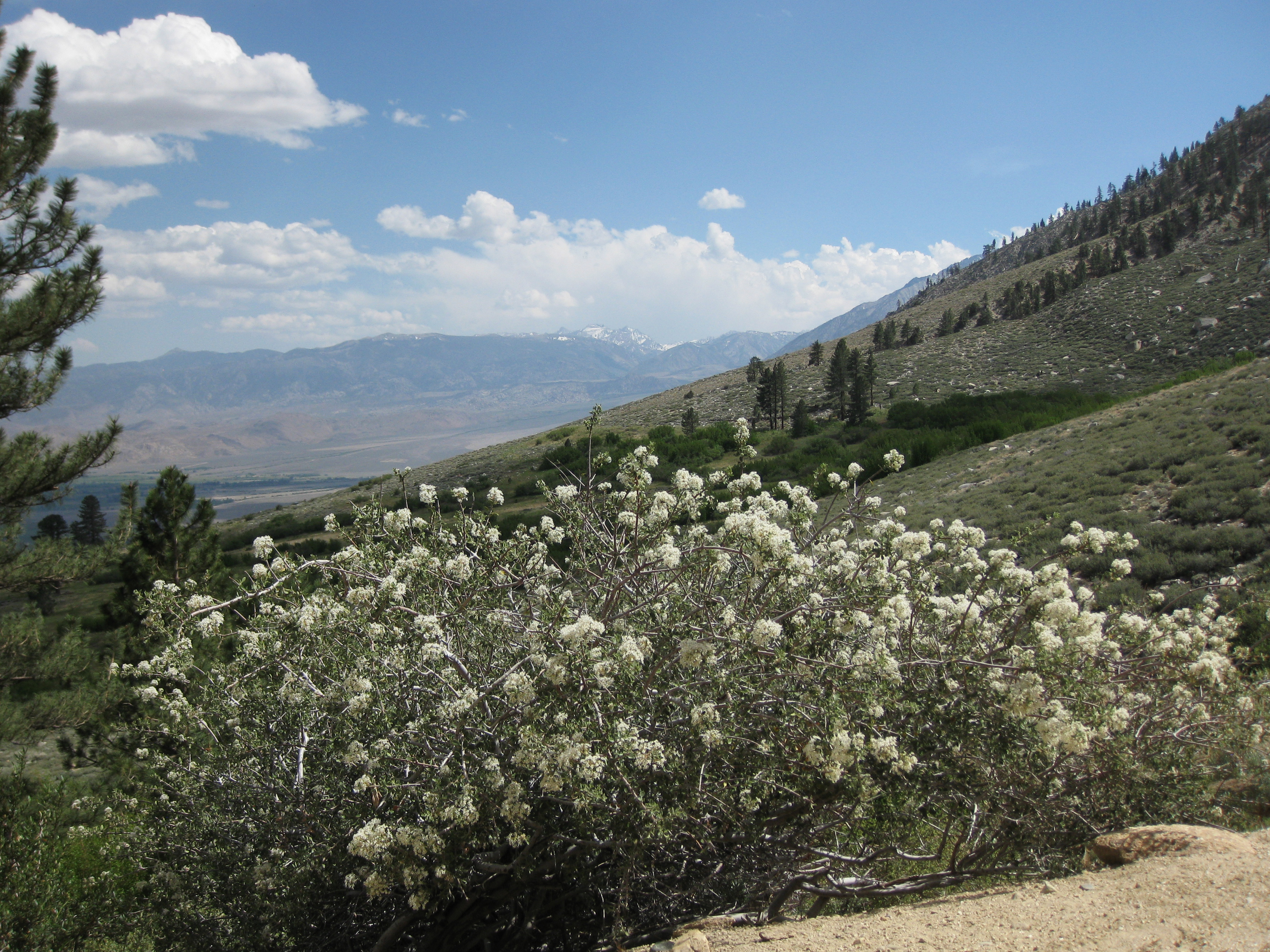
En su hábitat

## Distribución
Es originaria de la suroeste de los Estados Unidos y el norte de México donde crece en matorral desértico, o artemisia, chaparral y otras hábitats secos.

## Descripción
Este arbusto crece erecto alcanzando un tamaño de cerca de 2 m de altura máxima. Sus partes leñosas son de color gris y algo lanosas. Las hojas perennes están dispuestos en oposición y son variables en su forma. Pueden ser dentadas o suaves a lo largo de los bordes. La inflorescencia es un racimo pequeño de muchos blancas flores. Florece en primavera. El fruto es una cápsula con cuernos de unos pocos milímetros de ancho que estalla de forma explosiva para expulsar a los tres semillas que requieren una escarificación térmica por el fuego antes de que puedan germinar.
Este arbusto es usado como fuente de alimentación por el ganado y los ungulados salvajes como el ciervo mula y el borrego cimarrón.

## Taxonomía
Ceanothus greggii fue descrita por Asa Gray y publicado en Smithsonian Contributions to Knowledge 5(6): 28. 1853.
Etimología
Ceanothus: nombre genérico 
greggii: epíteto otorgado por Asa Gray de la Universidad de Harvard en 1853 en honor de su colector Josiah Gregg, quien descubrió la planta en 1847 en el sitio de la Batalla de Buena Vista en el estado de Coahuila, en el norte de México durante la Intervención estadounidense en México.
Variedades
- Ceanothus greggii subsp. franklinii (S.L.Welsh) Kartesz & Gandhi
- Ceanothus greggii subsp. perplexans (Trel.) R.M.Beauch.
- Ceanothus greggii subsp. vestitus (Greene) Thorne

Sinonimia
- Ceanothus australis Rose
- Ceanothus greggii var. greggii
- Ceanothus greggii var. orbicularis E.H.Kelso
- Ceanothus verrucosus var. greggii (A.Gray) K.Brandegee	[4][5]